# Juan Carlos Barreto Barreto
Juan Carlos Barreto Barreto (ur. 26 grudnia 1968 w El Guamo) – kolumbijski duchowny rzymskokatolicki, biskup Quibdó w latach 2013–2022, biskup Soacha od 2022. 

## Życiorys
Święcenia kapłańskie przyjął 30 stycznia 1993 i został inkardynowany do diecezji Espinal. Był m.in. delegatem biskupim dla wielu spraw diecezjalnych i ruchów katolickich, a także wykładowcą seminarium w Espinal i (w latach 2008-2013) jego rektorem.
30 stycznia 2013 otrzymał nominację na biskupa Quibdó. Sakry biskupiej udzielił mu 9 marca 2013 w katedrze w Espinal bp Pablo Emiro Salas Anteliz.
25 kwietnia 2022 papież Franciszek mianował go biskupem diecezji Soacha.